# Accretiewig

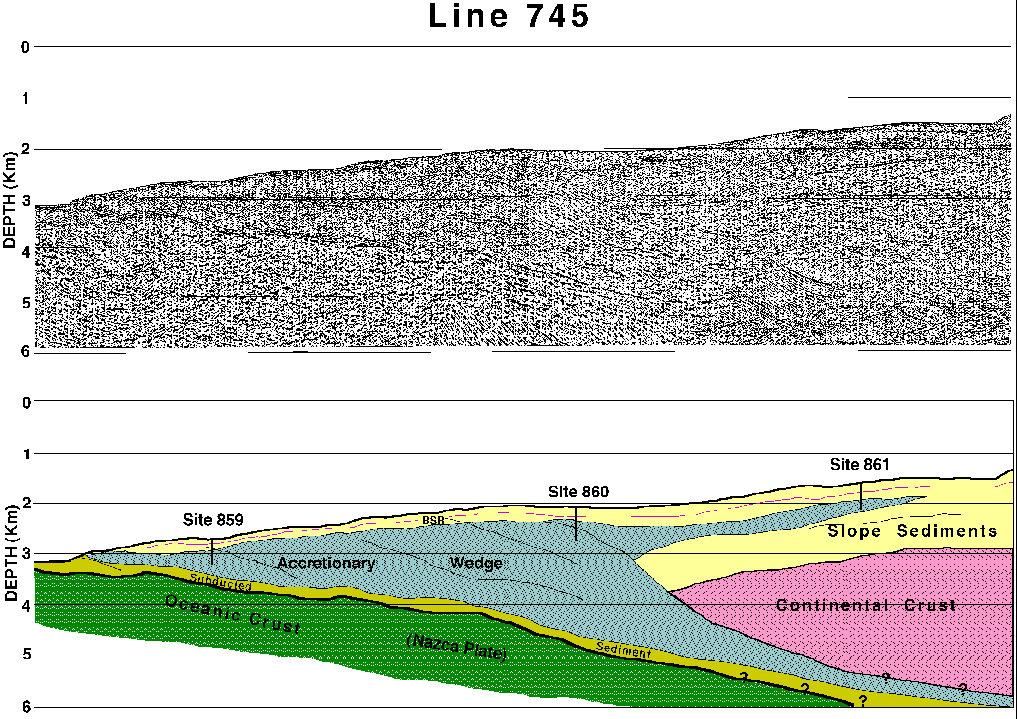
Seismisch profiel en de geologische interpretatie ervan van een accretiewig voor de kust van Zuid-Chili.

Een accretiewig (Engels: accretionary wedge) is in de geodynamica een wigvormige structuur in de aardkorst, gelegen boven een al dan niet voormalige subductiezone. Volgens de theorie van platentektoniek schuift een overrijdende plaat over een subducerende plaat heen, waarbij materiaal van de subducerende plaat wordt "afgeschraapt" en een bij benadering driehoekige wig gaat vormen boven de subductiezone. Het ontstaan van een dergelijke wig leidt tot verdikking van de aardkorst.

## Voorkomen
Accretiewiggen ontstaan langs alle convergente plaatgrenzen. Een voorbeeld van wiggen bij subductie van oceanische onder oceanische lithosfeer zijn de Antillen, waar de wig zo hoog is geworden dat hij op sommige plekken boven water uitkomt (bijvoorbeeld Barbados). Bij subductie van oceanische onder continentale lithosfeer, zoals bijvoorbeeld onder de zuidkust van Pakistan of onder de Aleoeten, vormt zich ook een accretiewig.
Wanneer een continent onder een ander continent begint te subduceren en continentale collisie optreedt, zal de accretiewig uitgroeien tot een "orogene wig" (Engels: orogenic wedge). Er is dan sprake van gebergtevorming.